# Skräcklitteratur
Skräcklitteratur är i stora drag litteratur som avser skrämma, oroa eller förskräcka läsarna.
Historiskt sett har orsaken till "skräckupplevelsen" ofta grundats på något ont - eller, emellanåt, missuppfattat - övernaturligt element som gör intrång i vardagen. Sedan 1960-talet har litteratur med ett morbit, kusligt, surrealistiskt eller mycket spännande eller skrämmande tema kallats "skräck". Skräcklitteratur överlappar ofta science fiction eller fantasy och alla tre genrerna kategoriseras ibland som fantastisk litteratur. 
Exempel på kända skräckförfattare är Bram Stoker, Mary Shelley, Stephen King, Clive Barker, Edgar Allan Poe och H.P. Lovecraft. Se även skräckromantik.
Exempel på svenska skräckförfattare är John Ajvide Lindqvist, Christina Öhman, David Renklint och Anders Fager.